# Edgewood (Nuevo México)
Edgewood es un pueblo ubicado en el condado de Santa Fe en el estado estadounidense de Nuevo México. En el Censo de 2010 tenía una población de 3735 habitantes y una densidad poblacional de 29,6 personas por km².

## Geografía
Edgewood se encuentra ubicado en las coordenadas 35°8′16″N 106°12′55″O / 35.13778, -106.21528. Según la Oficina del Censo de los Estados Unidos, Edgewood tiene una superficie total de 126.17 km², de la cual 126.13 km² corresponden a tierra firme y (0.03%) 0.04 km² es agua.

## Demografía
Según el censo de 2010, había 3735 personas residiendo en Edgewood. La densidad de población era de 29,6 hab./km². De los 3735 habitantes, Edgewood estaba compuesto por el 85.62% blancos, el 1.02% eran afroamericanos, el 3.03% eran amerindios, el 0.86% eran asiáticos, el 0.13% eran isleños del Pacífico, el 6.08% eran de otras razas y el 3.27% pertenecían a dos o más razas. Del total de la población el 23.69% eran hispanos o latinos de cualquier raza.